# Shraddha Kapoor

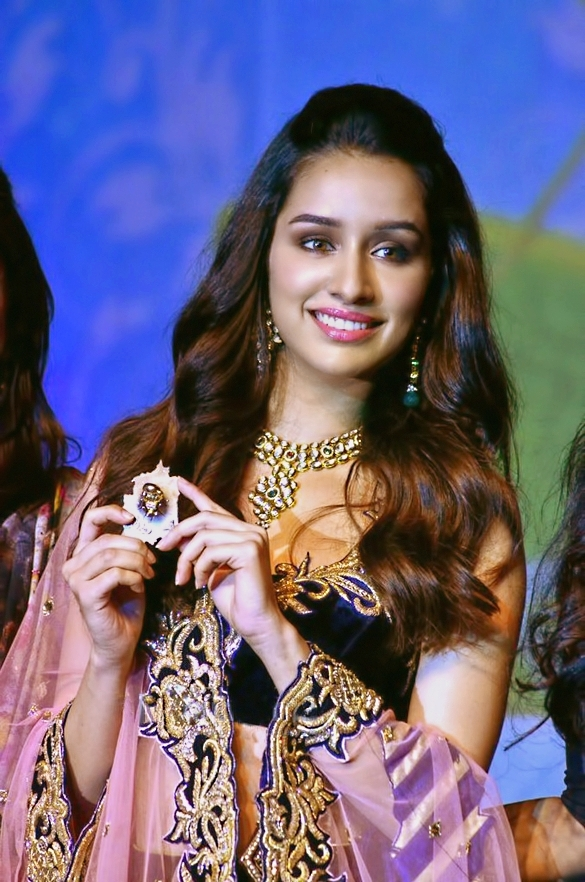
Shraddha Kapoor (2014)

Shraddha Kapoor (Hindi श्रद्धा कपूर Śraddhā Kapūr; * 3. März 1989 in Mumbai) ist ein indisches ehemaliges Model und Filmschauspielerin.

## Leben
Kapoor wuchs in der indischen Millionenstadt Mumbai auf. Ihr älterer Bruder Siddhanth Kapoor ist ebenfalls als Schauspieler tätig. Nach ihrer Schulausbildung zog sie nach Boston, um an der Boston University Theaterwissenschaften zu studieren. Bereits nach einem Jahr beendete sie vorzeitig das Studium und kehrte nach Indien zurück, um dort als Schauspielerin arbeiten zu können. Ihr Filmdebüt hatte sie 2010  mit dem Drama Teen Patti, für das sie für zwei Auszeichnungen nominiert wurde. Im Zuge ihres weiteren cineastischen Wirkens wurde sie mehrfach ausgezeichnet.

### Karriere
2010 gab Kapoor in dem Drama Teen Patti ihr Debüt. Der Film kam nicht gut bei den Kritikern an, aber Kapoors Talent stach heraus und sie wurde bei den Filmfare Awards für das beste Debüt nominiert.

## Filmografie
- 2010: Teen Patti
- 2011: Luv Ka The End
- 2013: Aashiqui 2
- 2013: Gori Tere Pyaar Mein – Nur Dir Zuliebe (Gori Tere Pyaar Mein)
- 2014: Ek Villain
- 2014: Haider
- 2014: Ungli – Gastauftritt im Song (Dance Basanti)
- 2015: ABCD 2
- 2016: Baaghi
- 2016: A Flying Jatt
- 2016: Rock On 2
- 2017: OK Jaanu
- 2017: Half Girlfriend
- 2017: Haseena Parkar
- 2018: Nawabzaade
- 2018: Stree
- 2018: Batti Gul Meter Chalu
- 2019: Saaho
- 2019: Chhichhore
- 2020: Street Dance 3D
- 2020: Baaghi 3
- 2023: tu jhoothi main makkar

## Auszeichnungen
Folgende Auszeichnungen konnte sie seit 2010 gewinnen:
- 2010: „Lions Gold Award“ für vielversprechendeste Schauspielerin
- 2012: „Stardust Award“ für die beste Schauspielerin
- 2013: „Hello! Hall of Fame Award“ für das frischste Gesicht des Jahres
- 2013: „BIG Star Entertainment Award“ für das romantischste Paar
- 2014: „Lions Gold Award“ für das neuste Mädchenschwarm in der Hauptrolle
- 2014: „Screen Award“ für Jodi No. 1 (zusammen mit Aditya Roy Kapur)
- 2014: „Star Guild Awards“ für Pärchen des Jahres (zusammen mit Aditya Roy Kapur)